# Kdo se bojí, musí do lesa
Kdo se bojí, musí do lesa je první řadové album českého hudebně-výtvarného projektu Pan Lynx, jehož protagonistou je Michal Skořepa. Album bylo vydáno 10. října 2023. 

## Podrobnosti
Hudebník charakterizuje Pana Lynxe jako svého kresleného imaginárního kamaráda, jenž je napůl samotným muzikantem a napůl rysem. Album pojednává o tom, jak se Pan Lynx Michalovi poprvé zjevil, coby jeho vnitřní zvíře – rys, aby ho vtáhl do hlubin jeho vlastního pomyslného vnitřního lesa (nevědomí) a po konfrontaci s vlastní temnotou provedl ke světlu poznání a sebepřijetí. 
Na albu účinkuje několik hostů, mj. členové kapely Pražský výběr Michael Kocáb a Michal Pavlíček, a členové kapely Wohnout bratři Matěj a Jan Homolovi. Text a přednes titulní skladby Michaelem Kocábem je parafrází písně „Snaživec" z alba Výběr (1987).
Deska vyšla pod hlavičkou Europeana Production, a to ve speciální limitované edici, na kterou přispěli fanoušci na platformě Startovač v crowdfundingové kampani částkou 250.000,- kč. Jedná se o dřevěnou reliéfně porytou krabičku obsahující kovový flash disk ve tvaru hlavy Pana Lynxe v černém sametu a magneticky přichycenou pošetku s CD a dvacetistránkovým bookletem s pastelkami kreslenými artworky ke každé písni. 
Křest alba proběhl 31. října 2023 v pražském Paláci Akropolis.

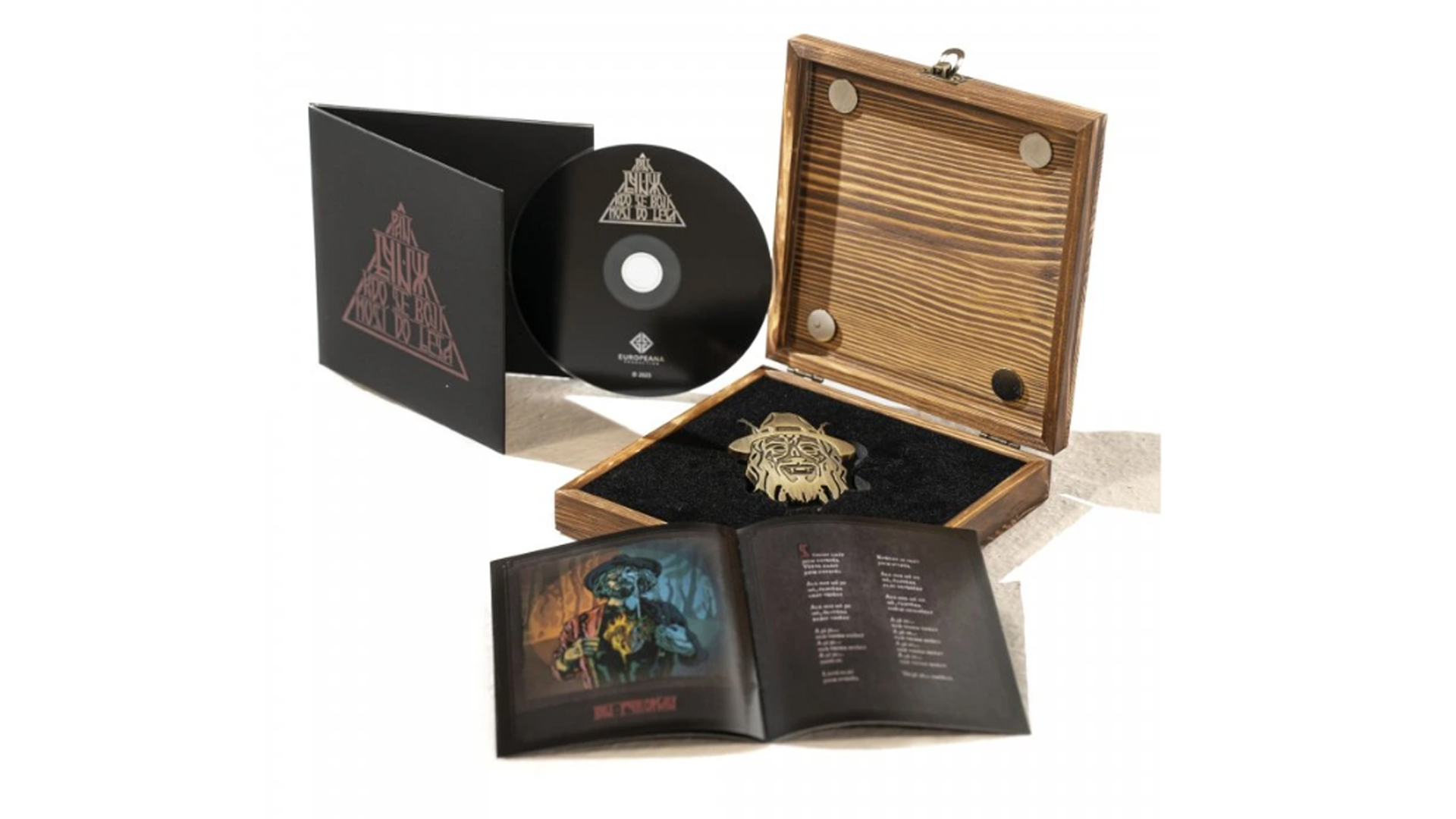
Kdo se bojí, musí do lesa - speciální edice

Artworky z bookletu alba byly od 27. dubna do 31. května 2024 vystaveny v klubu pražské Malostranské besedy. 

## Přijetí
Album sklidilo velmi pozitivní recenze[zdroj⁠?!] oceňující jeho originalitu, propracovanost a působivost.
Projekt Pan Lynx za album obdržel zlatou Cenu Žebřík v kategorii Objev. Dále bylo album nominováno v kategorii Rock a přednominováno v kategorii Objev na Ceny Anděl. Získalo druhé místo v anketě Břitva v kategorii Rock & crossover.

## Videoklipy
Album bylo předznamenáno 22. prosince 2021 videoklipem ke písni „Výlety do Temnoty“  a 12. června 2023 videoklipem k písni „Cililynx“ . Na křtu alba vznikl koncertní videoklip ke skladbě „Parawolizovanej“ zverejněný 28. září 2024.  31. ledna 2025 byl pak zveřejněn videoklip k titulní písni, ve kterém účinkují Michael Kocáb a Michal Pavlíček. 

## Seznam skladeb
Autorem všech skladeb je Michal Skořepa.
| Pořadí         | Název                     | Délka |
| -------------- | ------------------------- | ----- |
| 1.             | Cililynx                  | 4:27  |
| 2.             | Klidorys                  | 5:30  |
| 3.             | Na dně postele            | 4:10  |
| 4.             | Výlety do temnoty         | 4:33  |
| 5.             | Parawolizovanej           | 5:06  |
| 6.             | Pan Pyroman               | 4:25  |
| 7.             | Proč se máš?              | 5:37  |
| 8.             | Kdo se bojí, musí do lesa | 3:46  |
| 9.             | Katedrála                 | 3:29  |
| Celková délka: | Celková délka:            | 41:03 |

## Obsazení
- Michal Skořepa –⁠ zpěv, sbory, klavír, akustická kytara, elektrická kytara, cigarbox, perkuse, cembalo (1), bicí (6, 8)

Hosté
- Adam Jánošík – bicí (1)
- Štěpán Smetáček – bicí (2, 4, 5)
- Žaneta Fröde Vargová – zpěv (3)
- Luboš Samek – bicí (3)
- Matěj Homola – zpěv (5)
- Jan Homola – kytara (5)
- Milan Cimfe – kytara (6)
- Jan Lichtenberg – kytara (7)
- Michael Kocáb – zpěv (8)
- Michal Pavlíček – elektrická kytara (8)

Produkce
- Milan Cimfe - mix a mastering